# شایوچگ
شایوچگ (به مجاری:  Sajóecseg) یک منطقهٔ مسکونی در مجارستان است که در ناحیه میشکولتس واقع شده‌است.